# Теегин Герл (Яшкульский район)
Теегин Герл (калм. Теегин Герл) — посёлок в Яшкульском районе Калмыкии, в составе Тавн-Гашунского сельского муниципального образования. Посёлок расположен в 24 км к северо-западу от посёлка Тавн-Гашун.

## Название
В XIX веке в местности, где расположен посёлок Теегин Герл, располагался колодец (худук) Бузгуй (калм. бузhу - неплохой). Данное название сохранились в названии озера и песков, расположенных близ посёлка.
Название посёлка можно перевести как "свет в степи" (калм. герл - свет; освещение; луч и калм. теегин - степной; полевой). 

## История
Посёлок предположительно основан во второй половине XX века. Впервые обозначен на топографической карте 1984 года. К 1989 году в посёлке проживало около 200 жителей.

## Население
| 2002 | 2010 |
| ---- | ---- |
| 0    | →0   |